# Bōnenkai
Bōnenkai (忘年会 (vong niên hội) "tiệc quên đi năm cũ"), tương đương với tiệc tất niên ở Việt Nam, là một buổi tiệc ăn uống nhậu nhẹt của người Nhật diễn ra vào thời điểm cuối năm và nói chung là được tổ chức cho các nhóm đồng nghiệp hoặc bạn bè. Mục đích của buổi tiệc, ngay như cái tên đã ngụ ý, là để tiễn đưa những phiền muộn và rắc rối của năm cũ và tràn đầy hi vọng hướng đến năm mới, thường là thông qua việc tiêu thụ một lượng lớn chất có cồn. Một buổi bōnenkai không diễn ra vào bất kỳ một ngày cụ thể nào, nhưng nó thường được tổ chức trong phạm vi tháng 12.
Nghi thức bōnenkai được tiến hành bằng các buổi tiệc của bạn bè hoặc đồng nghiệp, hoặc được một công ty hay văn phòng doanh nghiệp bảo trợ dành cho đội ngũ công nhân viên của mình. Bōnenkai không phải là một phần của lễ shōgatsu mừng năm mới vốn kéo dài cho đến mùng 3 tháng 1; thay vào đó đây là một cách để kết thúc một năm đã qua bằng cách tổ chức ăn mừng tập thể. Truyền thống này khởi đầu từ thế kỷ 15 trong thời kỳ Muromachi khi mọi người quây quần bên nhau để bày tỏ lòng biết ơn. Thời điểm đó, những bữa tiệc như vậy được gọi là nōkai (納会, Hán-Việt: nạp hội, dịch là "tụ tập ăn mừng chiến tích vĩ đại"). Mãi đến thế kỷ 18, nó dần được đổi sang gọi là bōnenkai, hoặc tiệc tất niên.